# HMS Glowworm (H92)
L'HMS Glowworm va ser un destructor classe G britànic construït per a la Royal Navy a la dècada dels trenta. Durant la Guerra Civil Espanyola, entre els anys 1936 i 1937, va estar en aigües espanyoles reforçant el bloqueig armamentístic imposat per França i el Regne Unit a ambdós bàndols del conflicte. Poc després de l'esclat de la Segona Guerra Mundial va ser transferit de la Flota Mediterrània a les Illes Britàniques com a buc escorta de les naus mercants locals. Al març de 1940 va ser transferit un altre cop a la Home Fleet, a temps de participar en els primers estadis de la Campanya noruega, concretament a l'Operació Wilfred. El 8 d'abril de 1940 el Glowworm va trobar dos destructors alemanys transportant tropes a Noruega com a part de la Operació Weserübung. Els dos destructors es van retirar i van demanar l'ajut del creuer pesat Admiral Hipper, que es trobava a la zona. El Glowworm va ser greument danyat per l'Admiral Hipper, però encara va intentar torpedinar-lo, sense èxit. Al final, el Glowworm va envestir el vaixell alemany, acció que va provocar la destrucció de la proa del destructor i, posteriorment, el seu enfonsament.

## Especificacions tècniques

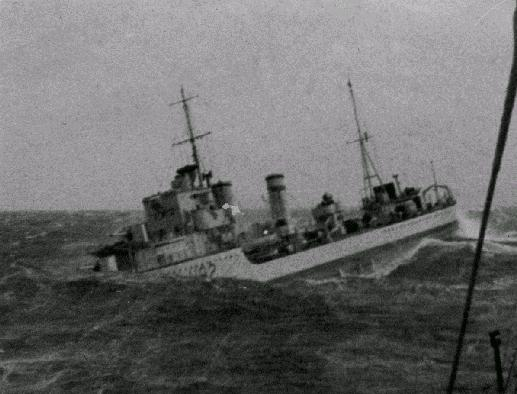
Glowworm a mars agitats

El Glowworm tenia un desplaçament estàndard de 1.370 tones i un desplaçament de 1.913 tones amb una càrrega màxima. Tenia una eslora de 98,5 metres, una mànega de 10,1 metres i un calat màxim de 3,8 metres. S'impulsava mitjançant turbines de vapor Parsons connectades a dos eixos, que aconseguien una potència de 34.000 cavalls i una velocitat màxima de 36 nusos (67 km/h).
El vapor per a les turbines era proporcionat per tres calderes de tubs d'aigua de tres tambors de fum Admiralty. Carregava un màxim de 480 tones de FuelOil, el que li donava una autonomia de 5.530 milles (10.240 km) a 15 nusos (28 km/h) de velocitat. En temps de pau, la tripulació constava de 137 homes entre marins i oficials, però en temps de guerra va augmentar a 145 i més tard a 149, essent aquest últim nombre el que componia la dotació que era a bord en el seu enfonsament.
La nau portava quatre canons Mark IX de 120 mm en muntatge individual. Com a defensa antiaèria, tenia dos muntatges quàdruples Mark I per a la metralladora Vickers Mark III de 12,7 mil·límetres. L'HMS Glowworm fou també la nau de prova dels nous muntatges quíntuples per a torpedes de 533 mil·límetres, dels quals en portava dos. Duia també un raïl i dos llançadors per a càrregues de profunditat⁣⁣, amb una capacitat inicial de 20 càrregues, que augmentà a 35 poc després de l'inici de la guerra.

## Historial

### Època de Preguerra

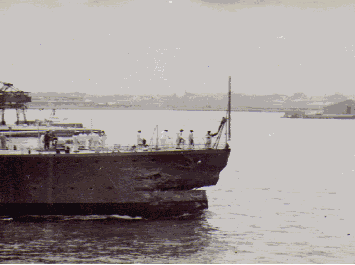
El Glowworm després de xocar amb el Grenade.

L'HMS Glowworm va ser encarregat pel Programa de Construcció de 1933 com a part d'una sèrie de 8 destructors de classe G. Va ser construït a les drassanes de John I. Thornycroft & Company a Woolston, Hampshire, al 5 de març de 1934, i avarat el 22 de juliol de 1935. Finalment, va ser completat el 22 de gener de 1936, amb un cost total de 248.785£, excloent equipament proporcionat pel govern, com l'armament. El seu primer destí fou la 1a Flotilla de Destructors de la Flota Mediterrània. La seva tasca era patrullar les aigües espanyoles per fer complir els dictàmens del Comitè de No-Intervenció, un bloqueig de material militar imposat per la Gran Bretanya i França als dos bàndols participants en la Guerra Civil Espanyola.
Va romandre en aquesta missió fins al 27 de maig de 1937, data en què navegà a Portsmouth per a ser recondicionat. Aquest procés va durar fins al 8 de juny del mateix any. Després va regressar a la 1a Flotilla a fer el seu anterior encàrrec fins al 7 de juny de 1938, quan va tornar a Portsmouth a rebre un recondicionament més potent que es va perllongar fins al 25 de juliol de 1938. Va ser durant aquest període, el 22 de juliol, quan el tinent comandant Gerard Broadmead Roope fou assignat com a comandant del Glowworm.
Al setembre de 1938, el destructor va fer d'escorta al transatlàntic SS Strathnaver entre Malta i Alexandria durant l'Acord de Múnic. Posteriorment, escortà el creuer lleuger HMS Arethusa en el seu viatge a Aden. Al 16 de maig de 1939, durant unes maniobres nocturnes, el Glowworm va xocar contra l'HMS Grenade, una de les seves naus germanes, el que va ocasionar que hagués de rebre una reparació temporal a Alexandria i, entre el 23 de maig i el 24 de juny de 1939, una definitiva.

### Inici de la Guerra

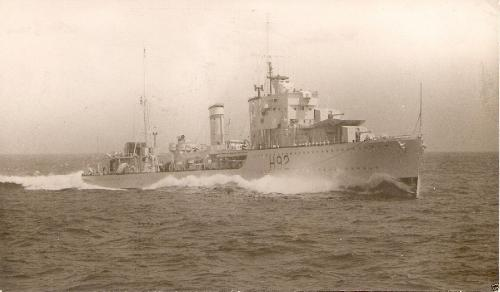
El Glowworm en moviment

Quan va esclatar la Segona Guerra Mundial, el setembre de 1939, el Glowworm tenia la seva base a Alexandria. A l'octubre del mateix any, la 1a Flotilla de Destructors de la Flota Mediterrània fou transferida al Western Approaches Command, un comandament operatiu de la Royal Navy encarregat de la seguretat de les naus britàniques a les aigües occidentals del Regne Unit. El Glowworm va iniciar el seu viatge a les illes britàniques el 19 d'octubre junt amb les seves naus germanes Gallant, Grafton i Greyhound. Les quatre van arribar a Plymouth el 22 d'octubre i van ser desplegades al South Western Approaches, el sud-oest de les aigües britàniques. Allà va fer missions d'escorta i patrulles antisubmarines.
Al 12 de novembre, però, el Glowworm va ser transferit a la 22a Flotilla de Destructors, amb base a Harwich, per a dur a terme missions d'escorta i patrulles al Mar del Nord. El 22 de febrer de 1940, el Rex, una nau sueca, va xocar contra el Glowworm quan aquest estava ancorat al Canal d'Outer Dowsing per una intensa boira, causant-li significatius danys estructurals. A causa d'això, el 25 de febrer va ser estacionat a les drassanes comercials de Kingston upon Hull per reparacions, al termini de les quals va ser transferit a la 1a Flotilla de Destructors de la Home Fleet, a la que es va unir el 20 de març a la seva base a Scapa Flow.
Al 5 d'abril de 1940, el Glowworm va ser assignat com a escorta del creuer de batalla HMS Renown junt amb la seva nau germana Greyhound i dos destructors Classe H, el Hero i l'Hyperion. Aquestes naus eren part de la Operació Wilfred, un esforç de col·locació de mines marines per evitar l'entrada de matèries primeres sueques a Alemanya. El 6 d'abril, però, el Glowworm es va separar del grup per buscar un tripulant que havia caigut a l'aigua. No va ser trobat i l'endemà es va abandonar la cerca.

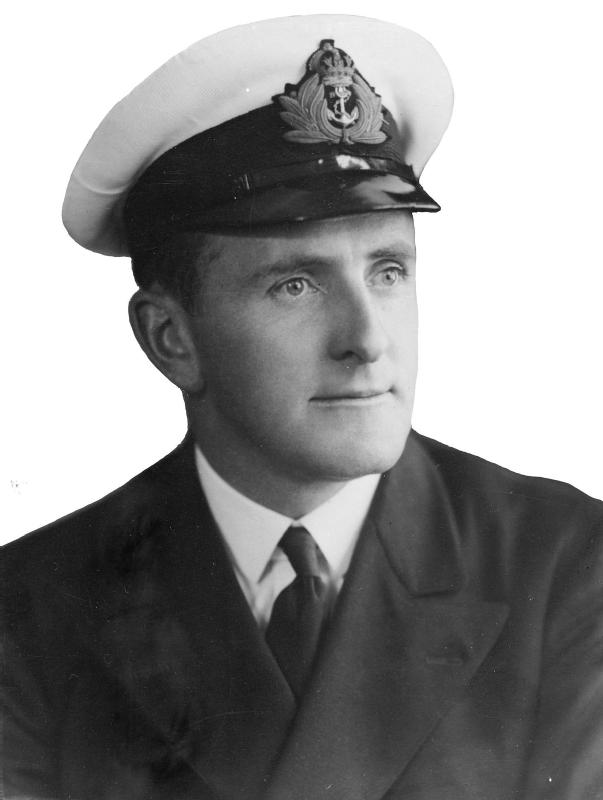
El tinent comandant Gerard Broadmead Roope

### Batalla final

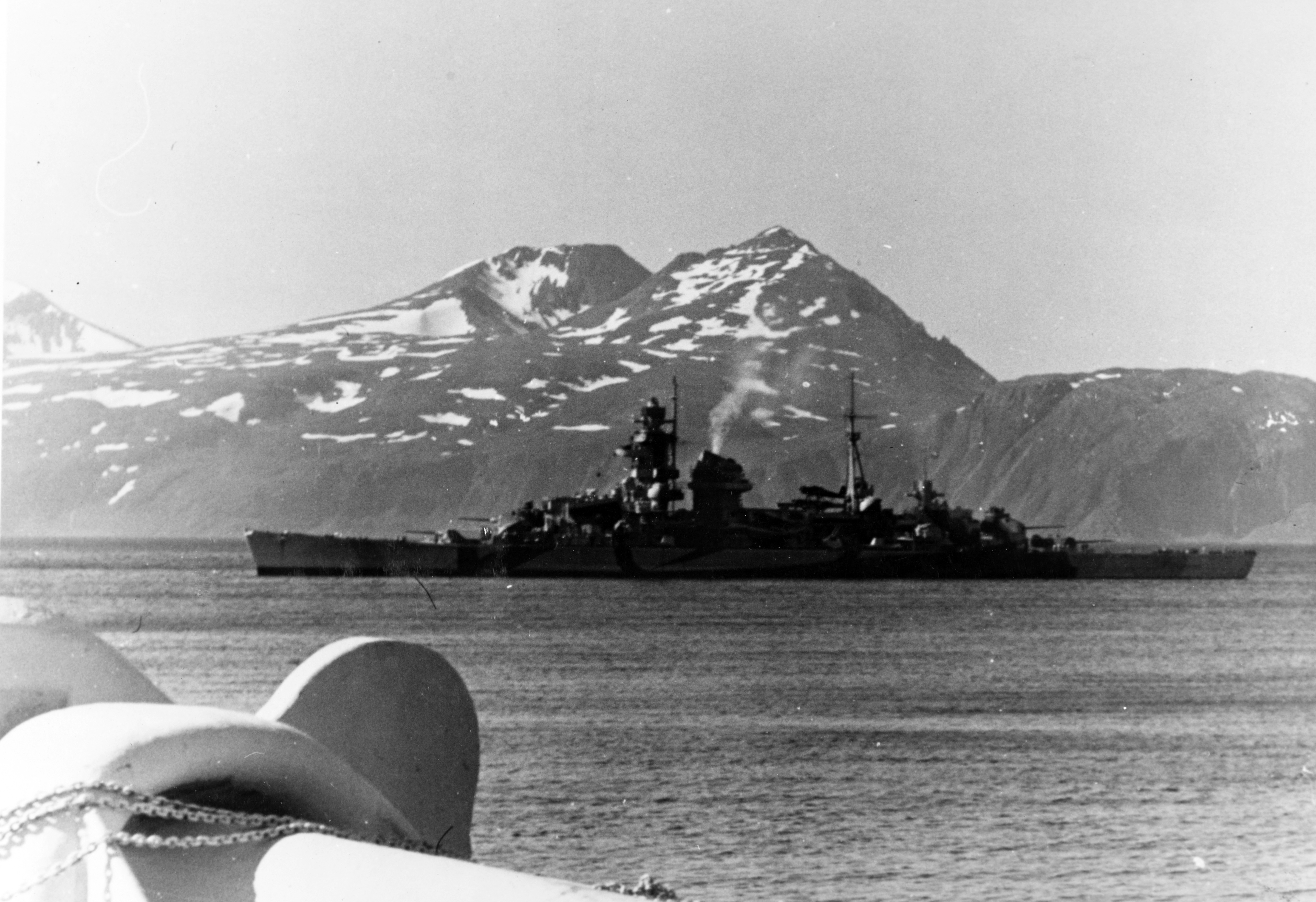
L'Admiral Hipper, l'últim rival de l'HMS Glowworm

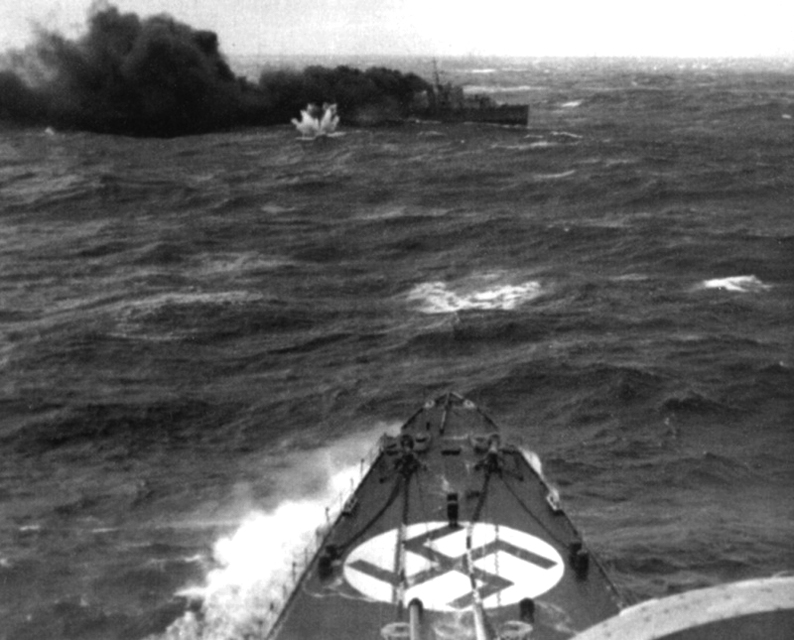
Glowworm desplegant una cortina de fum. Fotografia presa des de l'Admiral Hipper.

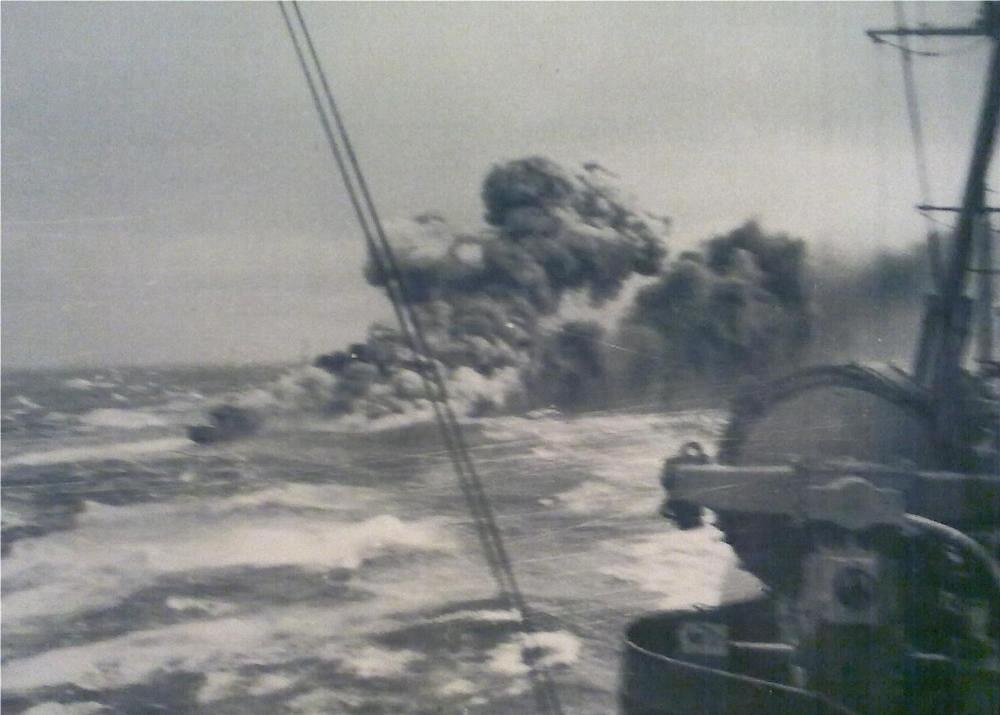
Glowworm en flames. Fotografia presa des de l'Admiral Hipper

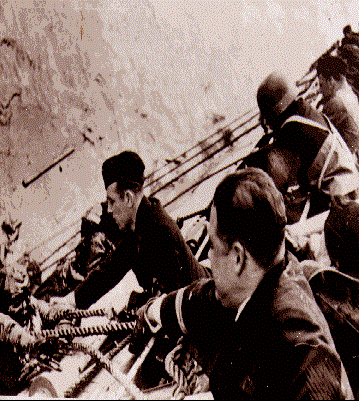
Mariners alemany rescatant tripulants del Glowworm. Fotografia presa des de l'Admiral Hipper

A l'albada del 8 d'abril de 1940, el Glowworm era de camí a reunir-se amb el Renown quan va localitzar una nau no identificada enmig d'una boira molt densa. En demanar una identificació, la nau va afirmar ser un vaixell suec. Era, però, el destructor alemany Z11 Bernd von Arnim, que formava part d'una flotilla junt amb un altre destructor i el creuer pesat Admiral Hipper. Aquestes naus transportaven tropes a Trondheim per ajudar a la Operació Weserübung, la conquesta de Noruega per part d'Alemanya. Els dos destructors van intercanviar projectils sense efecte. El Glowworm, però, registrà almenys un impacte contra el Bernd von Arnim, que causà danys mínims. Poc després, el segon destructor es va unir a la batalla. La identitat d'aquest segon destructor no és clara, ja que hi ha fonts que afirmen que es tracta del Z18 Hans Lüdemann i altres del Z5 Paul Jakobi. Així i tot, els destructors alemanys van intentar retirar-se i demanaren ajut a l'Admiral Hipper, perquè estaven menys preparats que el Glowworm per lluitar en aquell tipus de condicions climàtiques i ja n'havien patit danys de resultes de les tempestes.
El Hipper va fer contacte visual amb el Glowworm a les 9:50, però no va obrir foc perquè tenia problemes per diferenciar-lo del Bernd von Arnim. Va començar a disparar vuit minuts després amb les seves bateries principals de 203 mm, a una distància de 8.400 metres. La quarta andanada va impactar contra el Glowworm i aquest va desplegar una pantalla de fum per intentar trencar el contacte visual. Les armes del Hipper, però, eren guiades per radar, pel que això no les va afectar. Quan el destructor emergí del fum, estava prou a prop del Hipper perquè aquest pogués fer servir les seves bateries secundàries de 105 mm.
Aquesta andanada va destruir completament la sala de ràdio, el pont i el canó de proa avançat de 120 mm. A més, va impactar contra la sala de màquines, la cabina del capità i el pal, que caigué i provocà un curtcircuit fent sonar les sirenes del vaixell. Els únics oficials supervivents foren el tinent comandant Gerard Broadmead Roope i el cap de control de torpedes, el tinent Robert Ramsay. A les 10:10, el Glowworm va disparar cinc torpedes contra el Hipper a una distància de 800 metres, però cap d'ells va fer blanc perquè el comandant del creuer, el capità Hellmuth Heye, havia mantingut la proa de la nau orientada cap al destructor per minimitzar el risc de torpedes. El Glowworm es retirà de nou sota la cortina de fum per guanyar temps per poder llançar una altra andanada de torpedes, però el Hipper el va seguir per poder enfonsar-lo abans.
Les dues naus estaven molt a prop quan el Hipper va sortir de la cortina i Roope va ordenar un gir brusc a estribord per reduir la distància i intentar envestir el Hipper. El creuer alemany no va poder apartar-se a temps i el Glowworm va xocar contra la seva popa, just a l'alçada de l'àncora. La col·lisió va destruir la proa del Glowworm i va fer que el destructor s'arrossegués al costat del Hipper, obrint-li diversos forats al casc i destruint el seu llançatorpedes d'estribord. Un mariner del Hipper, l'artiller Josef Ritter, va caure a l'aigua de resultes del cop, sent l'única baixa alemanya de la batalla. Per les bretxes del Hipper van entrar 500 tones d'aigua abans de poder ser segellades, però no es van produir danys significatius. El Glowworm, però, sí que va patir danys i va començar a cremar. A les 10:24 les calderes del destructor van explotar provocant l'enfonsament del vaixell junt amb 109 dels seus tripulants.
L'Admiral Hipper es va acostar al destructor per rescatar el seu home i els tripulants supervivents del Glowworm, operació que va durar prop d'una hora. L'artiller del Hipper no va ser trobat, però es van poder rescatar 40 mariners anglesos, sis dels quals van morir més tard a causa de les seves ferides. El tinent Robert Ramsay fou l'oficial britànic supervivent de major graduació. Ramsay va dir als rescatadors que ni el timó principal ni el d'emergència funcionaven, i que, per tant, la col·lisió havia estat probablement accidental. Aquesta declaració, però, no concorda amb la versió oficial ni amb el testimoni d'un altre dels mariners, Duncan Blaire, segons el qual Roope va dir "Stand by to ram", preparats per a envestir. Segons la versió alemanya, el Glowworm només va disparar quatre torpedes, mentre que les fonts britàniques afirmen que van ser disparats els deu. Això últim va ser confirmat amb material fotogràfic pres després de la col·lisió, que mostra tots els tubs llançatorpedes del Glowworm buits.
Durant la batalla, el Glowworm va trencar el silenci radiofònic per informar de la posició de l'Admiral Hipper. La primera transmissió es va dur a terme a les 8:01, en la que es va informar de la presència de dos destructors alemanys. La segona es va fer a les 8.55 hores, en la qual es van donar la posició i coordenades d'una nau no identificada. L'última es va fer a les 9.04, i tot i que no es va poder completar el missatge, l'almirallat britànic va saber que el destructor s'enfrontava contra una força superior. Després de la primera transmissió, es va suposar que el Glowworm havia trobat una flota alemanya i es va ordenar que lHMS Renown abandonés la seva posició a Vestfirðir i es dirigís, junt amb lHMS Greyhound, al lloc d'on havia provingut la comunicació. A més, el creuer lleuger HMS Penelope i els destructors HMS Bedouin, HMS Eskimo, HMS Punjabi i HMS Kimberley, pertanyents a la Home Fleet, van ser enviats a la mateixa posició. A les 10:45 l'almirallat va ordenar la força WV (un grup operatiu creat per a l'Operació Wilfred), formada pels destructors HMS Havock, HMS Hotspur, HMS Hunter, HMS Hardy, (minadors), i HMS Ivanhoe, HMS Icarus, HMS Impulsive i HMS Esk (escoltes), que assistís a la cerca. Quan el comboi va arribar a la zona de combat, però, el Hipper ja era de camí a Trondheim (tot hi que un dels mariners supervivents afirma que el Renown es va arribar a enfrontar contra el Hipper, amb foc no efectiu).
El tinent comandant Gerard Broadmead Roope, que havia estat ajudant els seus homes a pujar al creuer alemany, va morir ofegat quan ell mateix va relliscar d'una de les cordes que havien llançat els mariners del Hipper. Després de la guerra, li fou atorgada la Creu Victoria, en part degut a la recomanació del seu últim contrincant, el capità Helmuth Heye, que escrigué a les autoritats britàniques mitjançant la Creu Roja. A la seva carta explicava el gran coratge que havia mostrat Roope en enfrontar-se a un enemic tan superior. Ramsay va rebre l'Ordre del Servei Distingit, també després de la guerra.

## Battle of the April Storm
L'any 1969, l'escriptor Larry Forrester va escriure un guió per una pel·lícula sobre el Glowworm, però, en ensenyar l'esbòs als supervivents, aquests no van estar d'acord en la presentació de la tripulació del vaixell, especialment del tinent comandant Roope, i la idea es va abandonar. Al mateix any, però, Forrester va escriure un llibre, Battle of the April Storm (Batalla de la Tempesta d'Abril), que, tot i usar personatges i vaixells ficticis, està fortament basat en els fets ocorreguts a l'última batalla del Glowworm.